# Povijest Gabona
Malo se zna o povijesti Gabona prije dodira s Europljanima. Narodi Bantu počinju naseljavati ovo područje u 14. stoljeću pr. Kr. Portugalski istraživači i trgovci su stigli na gabonsko područje u kasnom 15. stoljeću. Obala je kasnije postala središte trgovine robljem s nizozemskim, engleskim, francuskim trgovacima koji dolaze u 16. stoljeću. Godine 1839. i 1841., Francuska uspostavlja protektorat nad obalom.
Gabon 1910. godine postaje dio Francuske Ekvatorijalne Afrike, a 1960. se osamostaljuje. U vrijeme osamostaljenja postojale se dvije glavne političke stranke Bloc Democratique Gabonais (BDG), koju je vodio Léon M’ba i Union Democratique et Sociale Gabonaise (UDSG), koju je vodio Jean-Hilaire Aubame.
Na prvim izborima nakon proglašenja neovisnosti održanim prema parlamentarnom sustavu, niti jedna stranka nije bila u mogućnosti osvojiti većinu. Čelnici su zatim dogovorili da se mijenja dvostranačje. U veljače 1961. na izborima održanim po novom predsjedničkom sustavu, M'Ba je postao predsjednik a Aubame je postao ministar vanjskih poslova. Jednostranačko rješenje raspalo se 1963., a revolucijani udar zbio se 1964. U ožujku 1967. Leon M'Ba i Omar Bongo izabrani su za predsjednik i potpredsjednik. M'ba je umro kasnije te godine. Bongo je ponovno proglasio jednostranačje te osniva Gabonsku demokratsku stranku (PDG). Brišući političke reforme 1990. godine donosi se novi ustav. PDG je dobio veliku većinu glasova na prvim višestranačkim izborima u zemlji u posljednjih 30 godina. Unatoč nezadovoljstvu iz oporbenih stranaka, Bongo je ostao predsjednik.

## Rana povijest
Gabon su neselili narod Bantu u 14. stoljeća prije Krista. Malo se zna o plemenskom životu prije nego što su došli Europljani, ali plemenska umjetnost sugerira na bogatu kulturnu baštinu. 
Prvi Europljani koji su došli do obala današnjeg Gabona bili su portugalski istraživači i trgovci u kasnom 15. stoljeću. Portugalci su se nastanili na otoke São Tomé, Principe i Fernando Pó ali su redoviti posjećivali i obalu. 
Nazvali su Gabon po portugalskoj riječi gabão što znači kaput s rukavima i kapuljačom. Obala je postala središte trgovine robljem. Neki portugalski pustolovi sebe su proglasili vladarima nekih područja u Gabonu. Jedan od njih je bio Ogandaga é Butu. Nizozemski, engleski i francuski trgovci došli u 16. stoljeću.

## Francusko kolonijalno razdoblje
Godine 1839. i 1841. Francuska uspostavlja protektorat nad obalnim regijama Gabona.
Američki misionari iz Nove Engleske uspostavili su misiju na ušću rijeke Komo 1842. Godine 1849., francuske vlasti su zarobili ilegalnu brod s robovima te su oslobodili zarobljenike. Zarobljenici su pušteni u blizini misije, gdje su osnovali naselje koje se danas zove Libreville (francuski "slobodni grad").
Francuski istraživači prodrli su u gustu džunglu u razdoblju od 1862. i 1887. Najpoznatiji istraživač je bio Pierre Savorgnan de Brazza, koristili su Gabonce kao nositelje i vođe u svojoj ekspediciji u gornjem tok rijeke Kongo. Francuska je okupirana Gabon 1885., ali nije njime upravljala do 1903. Prvu gabonsku političku stranku osnovao je Jeunesse Gabonais oko 1922. godine.
1910. Gabon je postao jedan od četiri teritorija Francuske Ekvatorske Afrike. Dana 15. srpnja 1960. Francuska je pristala da Gabon postane potpuno samostalan. Od 17. kolovoza 1960 Gabon je neovisna država.

## Nezavisnost
Dana 17. kolovoza 1960. Gabon je postao neovisna samostalna država. Prvi predsjednik Gabona, izabran 1961. postao je Leon M'ba, dok je Omar Bongo Ondimba postao potpredsjednik. Francuski interes bio je odlučujući u odabiru budućeg vodstva Gabona nakon stjecanja neovisnosti, te su financijska sredstva francuskih drvoprerađivačkih tvrtki financirala političku kampanju predsjednika. Nakon osvajanja vlasti, novi predsjednik je zabranio političke demostracije, tisak stavio pod kontrolu, postupno isključivao ostale stranke, te jačao ulogu Predsjednika. Nakon što je raspustio parlament u siječnju 1964. pokušan je vojni udar, kako bi se ponovno uspostavila parlamentarna demokracija. Unutar 24 sata od udara, u državu su sletjeli francuski padobranci koji su vratili M'ba na vlast. Nakon nekoliko dana borbi, čelnici oporbe su zatvoreni, unatoč brojnim prosvjedima i nemirima. Padobranske snage ostale su u bazi "Camp de Gaulle" u predgrađu glavnog grada. Kada je M'ba preminuo 1967. zamijenio ga je potpredsjednik Bongo. U ožujku 1968. Bongo je proglasio Gabon jednostranačkom državom. Tijekom 1990-ih, ekonomsko nezadovoljstvo i želja za političkom liberalizacijom uzrokovali su prosvjede studenata i štrajkove radnika, koji su doveli do reformi u državi. Predsjednik je započeo niz pregovora u privrednim sektorima, te postupno povećao plaće radnika. Odražana je i nacionalna politička konferencija u kojoj je sudjelovala vladajuća predsjednikova stranka, te još 74 političke organizacije. Na konferenciji su se izdvojile dvije labave koalicije. Jedna okupljena oko vladajuće stranke, te jedna oporbena. Dogovoreno je osnivanje nacionalnog Senata, decentralizacija proračuna, sloboda okupljanja i tiska, ukidanje svih viznih režima. Nakon konferencije u rujnu 1990. otkrivena su i spriječena dva pokušaja državnog udara. Na izborima za Senat u rujnu i listopadu, prvim višestranačkim u državi nakon 30 godina, većinu mandata osvojila je vladajuća stranka. U prosincu 1993. Omar Bongo ponovno je izabran za predsjednika, što je dovelo do ozbiljnih nemira. Pregovori i sporazum u Parizu potpisan je u studenom 1994. po kojemu je dio oporbenih čelnika uključen u vladu nacionalnog jedinstva. Dogovor je ubrzo propao. U lokalnim izborima 1997. ponovno je veliku pobjedu odnijela vladajuća stranka, ali u nekoliko većih gradova pobijedila je oporba. Bongo je pobijedio na predsjedničkim izborima 1998., te na sljedećim 2005. što mu je bio peti mandat. Dana 6. lipnja 2009. Omar Bongo preminuo je od srčanog udara.
Nakon njega, 10. lipnja 2009. prijelazni predsjednik je postao tadašnji predsjednik Senata Rose Francine Rogombé. Na izborima održanim 30. kolovoza 2009. sudjelovalo je 18 kandidata, a pobijedio je sin Omara Bongoa, predsjednik najveće stranke Ali Bongo Ondimba, te je 16. listopada 2009. nakon trotjednog vijećanja Ustavnog suda održana inauguracija novog Predjednika. Nakon proglašenja pobjednika došlo je do nasilnih prosvjeda u gradu Port-Gentilu (drugi po veličini u državi), glavnom oporbenom središtu. Prema službenim izvorima u nemirima su stradale četiri osobe, iako oporbeni izvori navode da je poginulo više osoba.

## Moderna vremena
Predsjednik Bongo ponovno je pobijedio na izborima u prosincu 1998. i studenom 2005., s velikom većinam glasova protiv podijeljene oporbe. Bongovi glavni protivnici odbacili su ishod izbora kao lažnim, neki međunarodni promatrači okarakterizirali su rezultate pravednima, unatoč svim uočenim nepravilnostima. Parlamentarne izbore održane 2001. – 2002., bojkotiralo je više manjih oporbenih stranaka, rezultat je bio da Narodnom skupštinom gotovo u potpunosti dominira PDG i savezničke stranke.